# Búvár Zsebkönyvek
A Búvár Zsebkönyvek 66 kötetes természetrajzi ismeretterjesztő könyvsorozat, amelyet 1972 és 1996 között jelentetett meg a Móra Ferenc Könyvkiadó. Célközönsége a természetjáró ifjúság volt, de felnőttek is haszonnal forgatják mind a mai napig. A 64 oldalas, kisalakú (16,5×12 cm), keményfedelű könyvecskék finom műnyomó lapjait kitűnő, sokszor művészi igényű rajzok – egyes kötetekben fényképek – illusztrálják, melyek mellett rövid, de pontos és informatív leíró szövegek olvashatók. A sorozat színvonalát mutatja, hogy minden kötetet szakember írt, az ábrákat kiváló illusztrátorok készítették, és mindig volt szaklektor is. A sorozat nagy népszerűségét jelzi az utánnyomások száma és az antikvár példányok iránti kereslet. A példányszám a kezdeti 20–30 ezerről hamar a duplájára, később pedig jóval 100 ezer fölé nőtt (1988-ig tüntették fel). Ára a kezdeti 18,50-ről – közel tíz éven át ennyibe került – a sorozat végére 55 forintra emelkedett. Az utolsó években új kötetek már nem, csak utánnyomások jelentek meg.
Azonos kivitelben készültek a Kolibri könyvek, amely sorozat a technika vívmányaival, valamint néprajzi és művészeti témakörökkel foglalkozik.

## A sorozat kötetei
A kötetek megjelenése időrendben (első évszám: 1. kiadás)
1. Vadvirágok 1. 1972, 1975, 1978, 1981
 2. 
Madarak 1. 1972, 1975, 1978, 1984, 1988
 3. 
Gombák 1972, 1978, 1982, 1985
 4. 
Halak 1973, 1975, 1978, 1988 (felújított, bővített kiadás)
 5. 
Csigák, kagylók 1973, 1981
 6. 
Dísznövények 1973, 1977, 1983
 7. 
Fák, bokrok 1973, 1978, 1982 (felújított kiadás) 
 8. 
Lepkék 1973, 1977, 1978 (átdolgozott kiadás), 1981, 1984, 1992
 9. 
Ásványok 1974, 1985 (javított kiadás) 
10. 
Legyek, hangyák, méhek, darazsak 1974, 1978, 1982
11. 
Vadak 1974, 1978, 1983
12. 
Bogarak 1975, 1978, 1982
13. 
Mohák, zuzmók, harasztok  1974, 1975, 1980
14. 
Vadvirágok 2. 1975, 1984
15. 
Díszmadarak 1976, 1978, 1982
16. 
Kövületek 1975
17. 
Kutyák 1975, 1978, 1982 (javított kiadás)
18. 
Kígyók, békák 1975, 1983 (felújított kiadás)
19. 
Háziállatok 1977, 1980, 1983
20. 
Kultúrnövények 1. (A trópusok termesztett növényei) 1976, 1978
21. 
Ősállatok 1978, 1980, 1984
22. 
Pókok, skorpiók 1977, 1979, 1982
23. 
Állatkerti emlősök 1978, 1983, 1988
24. 
Felhők 1978, 1983
25. 
Gyümölcsök 1978, 1980, 1983
26. 
Kultúrnövények 2. (A mérsékelt öv termesztett növényei) 1978
27. 
Állatkerti madarak 1979, 1983
28. 
Gyógynövények 1979, 1989
29. 
Tengeri állatok 1. 1979, 1986
30. 
Emberek 1980, 1984 (átdolgozott kiadás), 1991
31. 
Fűszernövények 1980, 1984
32. 
Kaktuszok, pozsgások 1980, 1985 (javított kiadás)
33. 
Különös növények 1981
34. 
Kisemlősök 1981, 1985
35. 
Emberelődök 1982
36. 
Trópusi pillangók 1982, 1995
37. 
Ősnövények 1983
38. 
Kabócák, bodobácsok 1983
39. 
Hagymások, gumósok, 1984
40. 
Havasi virágok 1984
41. 
Madarak 2. 1984
42. 
Szitakötők, kérészek, hangyalesők 1984
43. 
Különös állatok 1985, 1989
44. 
Egyszervolt állatok 1986, 1990
45. 
Lovak 1986, 1992
46. 
Trópusi orchideák 1986, 1995
47. 
Kína kerti virágai 1986
48. 
Egzotikus hüllők 1987
49. 
Gombák 2. 1987, 1990 (felújított kiadás)
50. 
Gyomnövények 1987
51. 
Macskák 1987
52. 
Tengeri állatok 2. 1987
53. 
Vízinövények 1987, 1995
54. 
Trópusi csigák, kagylók 1988
55. 
Szobanövények 1988
56. 
Égitestek 1989
57. 
Egzotikus rovarok 1989, 1995
58. 
Kutyák 2. 1989
59. 
Kultúrnövények 3. (Idegen tájak termesztett növényei) 1989
60. 
Sáskák, szöcskék, tücskök 1990
61. 
Édesvízi parányok 1. – Növények 1990
62. 
Édesvízi parányok 2. – Állatok 1991
63. 
Madarak 3. 1991
64. 
Magvak, termések 1991
65. 
Medúzák, zsákállatok 1991
66 Gombák 1

## Galéria

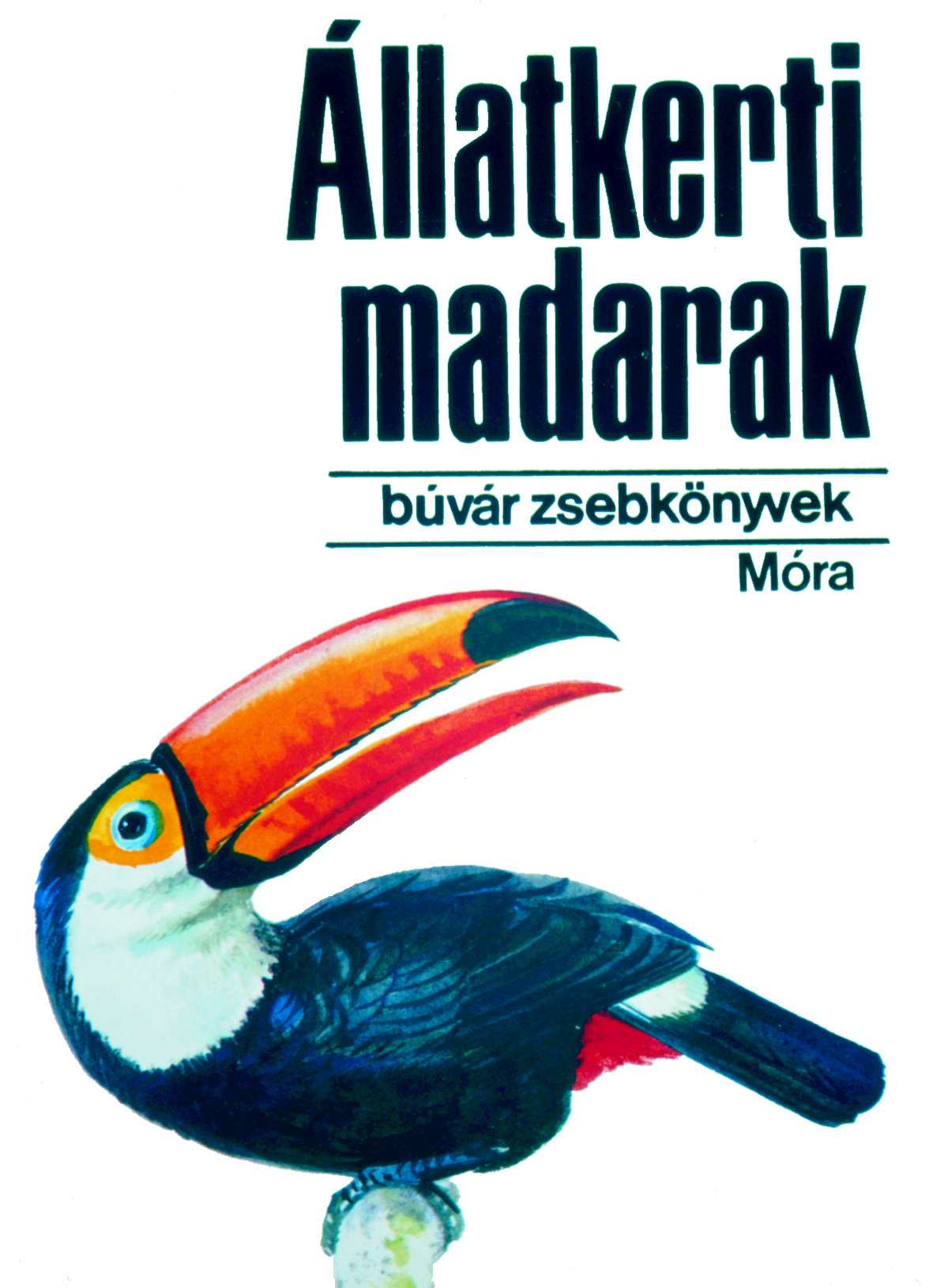
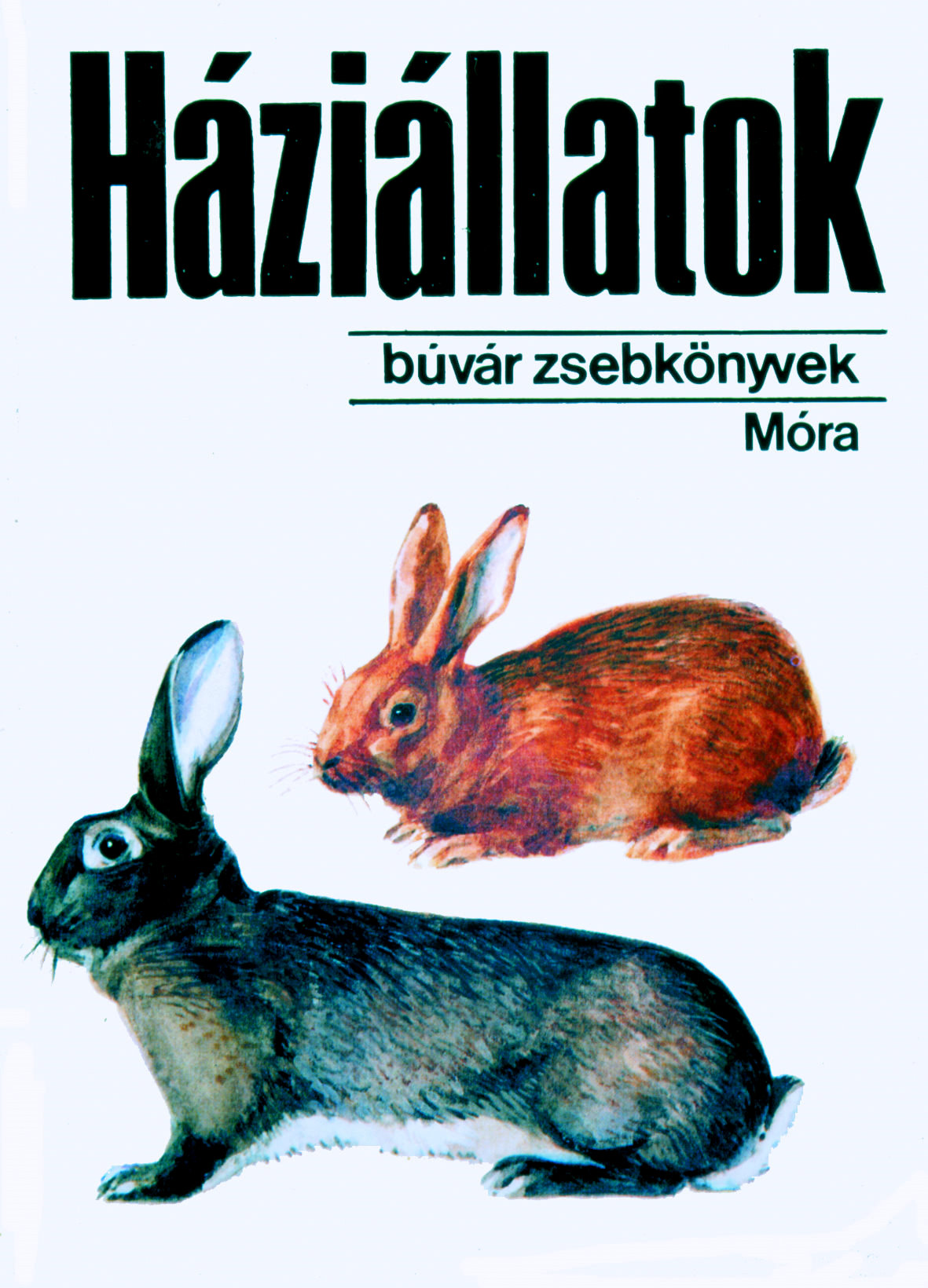
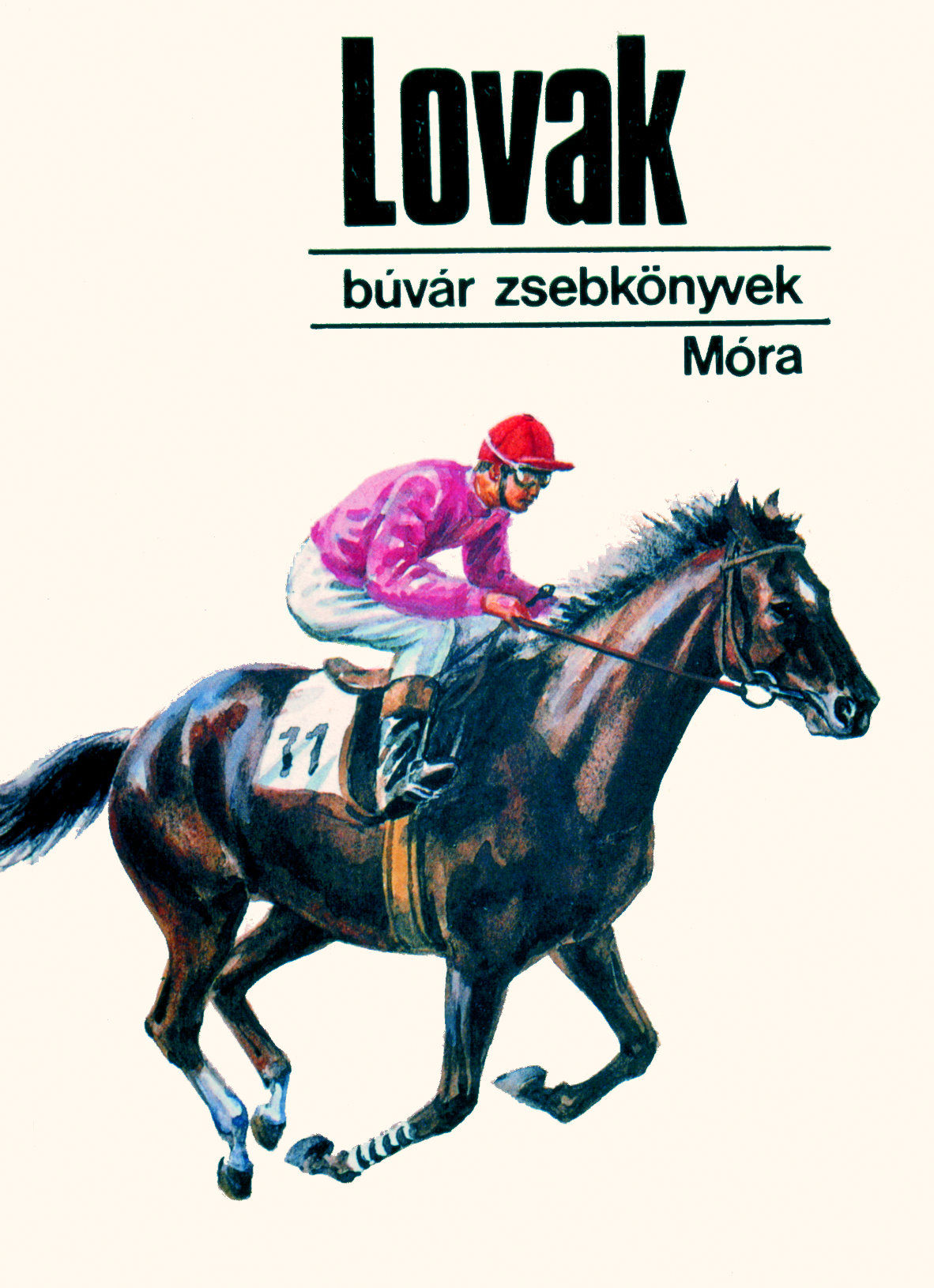
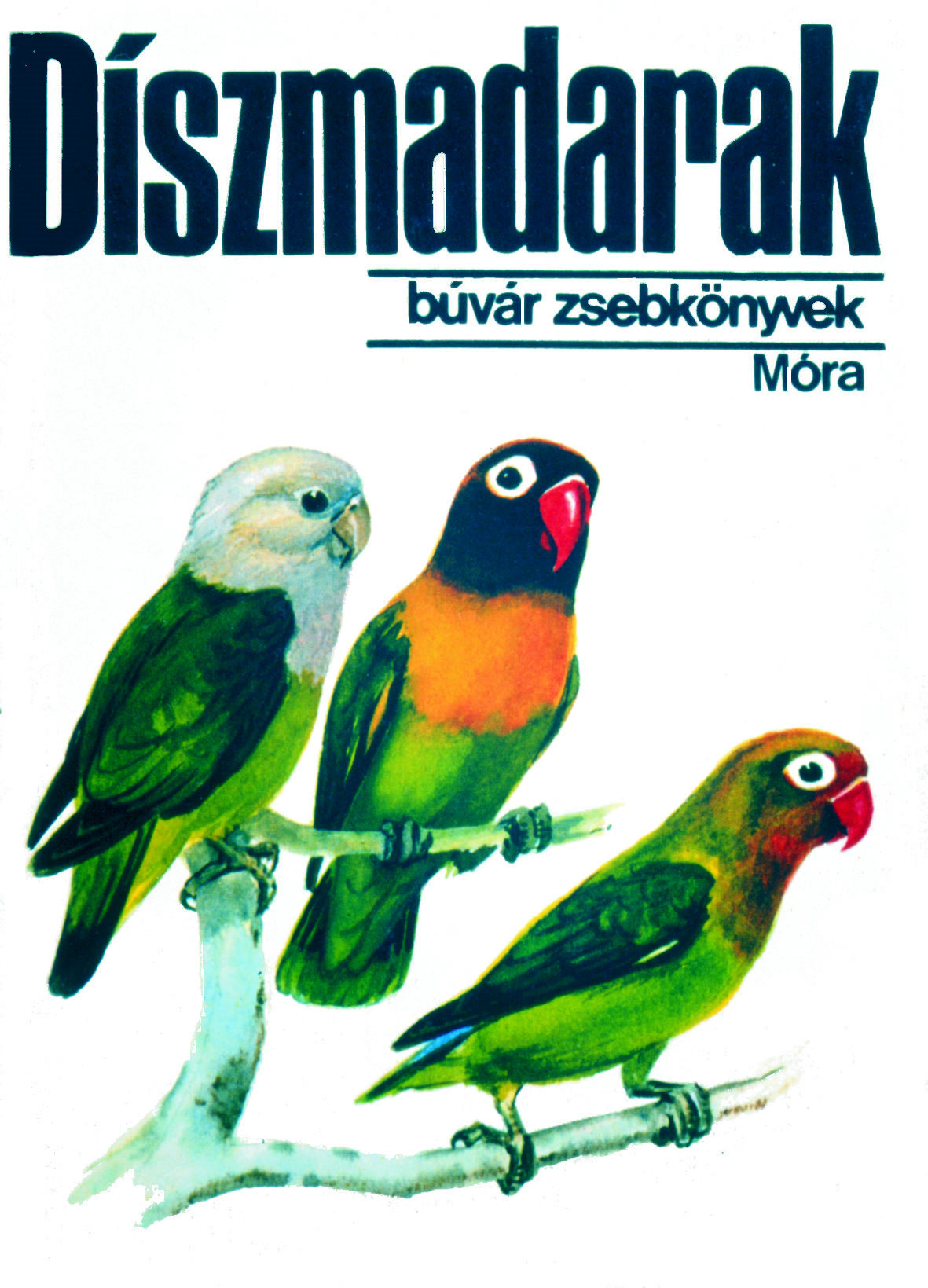
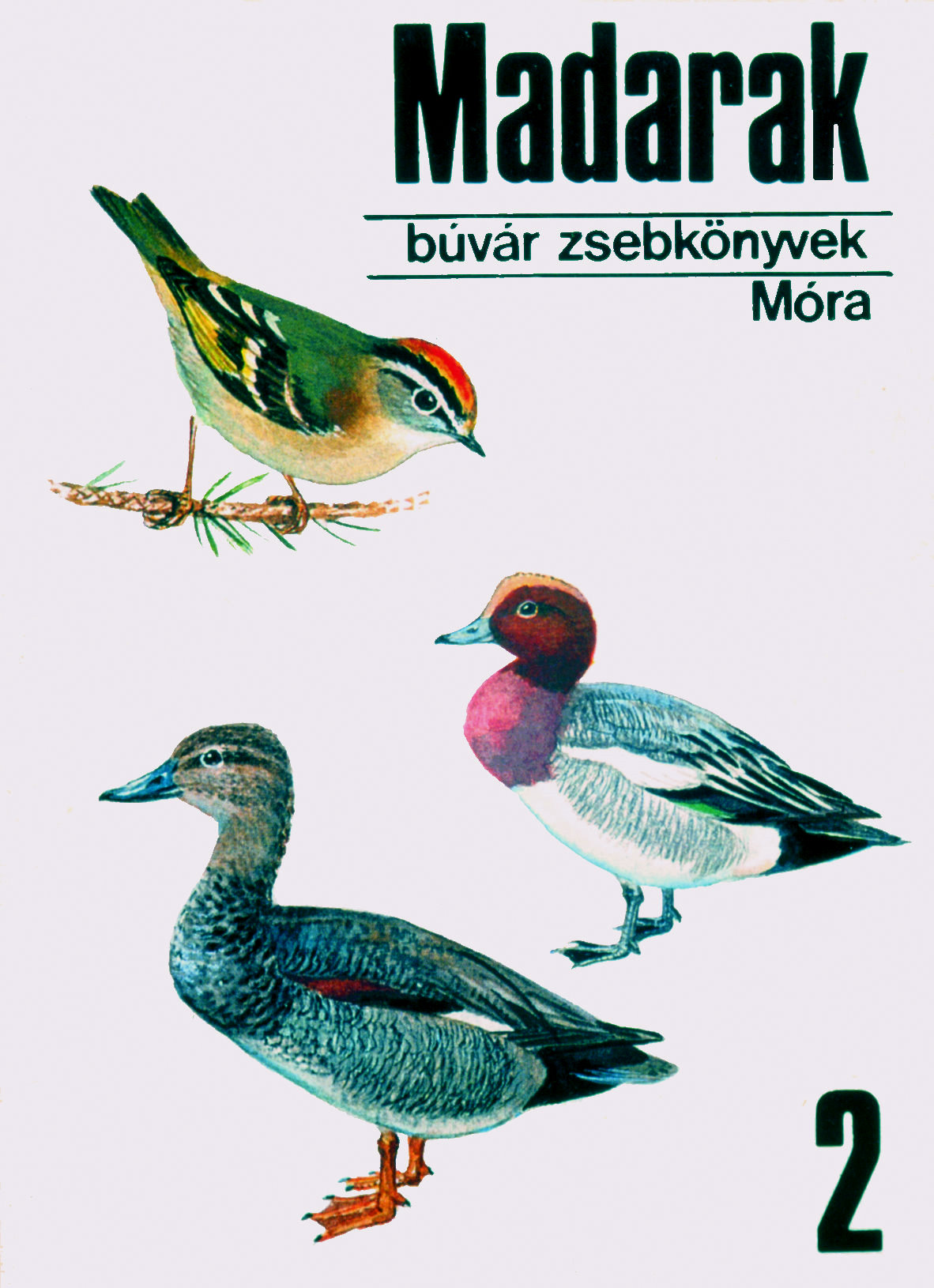

## Külső hivatkozások
- Búvár Zsebkönyvek Archiválva 2012. március 14-i dátummal a Wayback Machine-ben – Scribd.com